# Marsdenia megalantha
Marsdenia megalantha är en oleanderväxtart som beskrevs av D. Goyder och G. Morillo. Marsdenia megalantha ingår i släktet Marsdenia och familjen oleanderväxter. Inga underarter finns listade i Catalogue of Life.